# Bontang
Bontang är en stad på östra Borneo i Indonesien. Den ligger i provinsen Kalimantan Timur och har cirka 180 000 invånare.